# 2031
2031 (MMXXXI) е обикновена година, започваща в сряда според григорианския календар. Тя е 2031-вата година от новата ера, тридесет и първата от третото хилядолетие и втората от 2030-те.
Съответства на:
- 1480 година по Арменския календар
- 6782 година по Асирийския календар
- 2982 година по Берберския календар
- 1393 година по Бирманския календар
- 2575 година по Будисткия календар
- 5791 – 5792 година по Еврейския календар
- 2023 – 2024 година по Етиопския календар
- 1409 – 1410 година по Иранския календар
- 1452 – 1453 година по Ислямския календар
- 4727 – 4728 година по Китайския календар
- 1747 – 1748 година по Коптския календар
- 4364 година по Корейския календар
- 2784 години от основаването на Рим
- 2574 година по Тайландския слънчев календар
- 120 година по Чучхе календара